# بازی آلمان غربی و ایتالیا

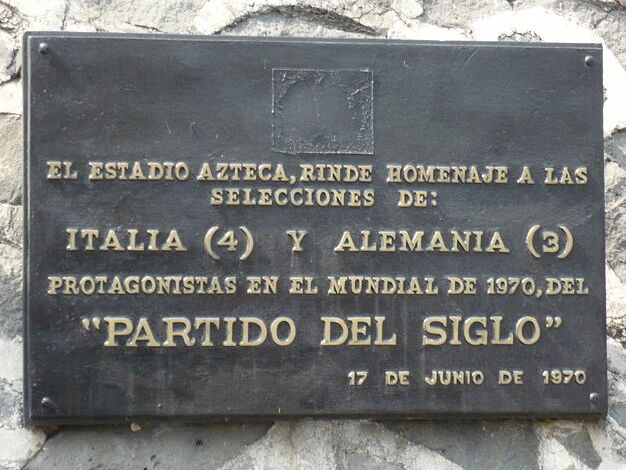
پلاک یاد بود نصب شده بر ورزشگاه آزتیکا

بازی نیمه نهایی جام جهانی ۱۹۷۰ بین ایتالیا و آلمان به عنوان بازی قرن (اسپانیایی: Partido del Siglo‎; ایتالیایی: Partita del secolo; آلمانی: Jahrhundertspiel) شناخته می‌شود. در این بازی که در ۱۷ ژوین ۱۹۷۰ در ورزشگاه آزتیکا شهر مکزیکو سیتی انجام شد، ایتالیا با نتیجه ۴–۳ به پیروزی رسید که ۵ گل آن در وقت‌های اضافه به ثمر رسید. این یک رکورد در تعداد گل‌های زده در وقت‌های اضافی ۲ تا ۱۵ دقیقه در بازی‌های جام جهانی فوتبال است.

## بازی
در این بازی ایتالیا در ابتدا با گل دقیقه ۸ روبرتو بونینسنیا پیش افتاد و تا آخرین لحظات بازی برنده مسابقه بود، اما در دقیقه ۹۰ کارل-هاینتس شنلینگر تنها گل ملی خود را به ثمر رساند تا آلمان بازی را در ۹۰ دقیقه با تساوی به پایان برساند. در این بازی شانه فرانتس بکن‌باوئر دررفت ولی چون آلمان ۲ تعویض خود را انجام داده بود او باقی مسابقه را با شانه آتل بندی شده ادامه داد.
در وقت‌های اضافی ابتدا گرد مولر آلمان را پیش انداخت ولی پس از ۴ دقیقه در دقیقه ۹۸ تارچسیو بورنییک گل تساوی را برای ایتالیا به ثمر رساند و سپس لوئیجی ریوا گل سوم ایتالیا را به ثمر رساند. در دقیقه ۱۱۰ گرد مولر دوباره برای آلمان گلزنی کرد و درحالیکه شبکه‌های تلویزیونی هنوز در حال پخش شادی پس از گل المانی‌ها بودند جانی ریورا گل چهارم و پیروزی بخش ایتالیا را به ثمر رساند و باعث پیروزی ۴–۳ ایتالیا بر آلمان شد.

## بعد از بازی
پس از این بازی آلمان در بازی رده بنده با یک گل اروگوئه رو شکست داد و سوم شد.
ایتالیا پس از این بازی سخت و طاقت فرسا انرژی خود را از دست داده بود و در مقابل برزیل در فینال با نتیجه چهار بر یک شکست خورد. با این پیروزی برزیل برای سومین بار به قهرمانی در جام جهانی رسید و طبق قوانینی که ژول ریمه تعیین کرده بود توانست جام ژول ریمه را برای همیشه به خانه ببرد. اگر در این مسابقه ایتالیا پیروز می‌شد آن‌ها برنده جام ژول ریمه می‌شدند زیرا آن‌ها نیز قبل از این جام ۲ بار قهرمان جام جهانی فوتبال شده بودند.
پس از این مسابقه یک پلاک یادگاری بر دیواره ورزشگاه آزتیکا نصب شد که روی آن نوشته شده‌است: ورزشگاه آزتیکا به تیم‌های ملی ایتالیا (۴) و آلمان (۳) که در جام جهانی ۱۹۷۰ درخشیدند احترام می‌گذارد، در «بازی قرن». ۱۷ ژوین ۱۹۷۰.